# Выголь
Выголь — посёлок сельского типа в Клинском районе Московской области, в составе Воздвиженского сельского поселению. Население — 124 чел. (2010). До 2006 года Выголь входил в состав Шипулинского сельского округа. Основан в 1957 году при торфоразработках, Выгольское торфобрикетное предприятие закрыто в 1993 году.
Посёлок расположен в северо-западной части района, примерно в 20 км к западу от райцентра Клин, среди обширных болот, на безымянном левом притоке реки Раменка, высота центра над уровнем моря — 162 м. Ближайший населённый пункт — Жестоки на восточном, противоположном берегу реки.

## Население
| 2002 | 2006 | 2010 |
| ---- | ---- | ---- |
| 141  | ↗152 | ↘124 |